# Tom Cavanagh
Thomas "Tom" Cavanagh, född 26 oktober 1963 Ottawa, Ontario, är en kanadensisk skådespelare. Han är främst känd för att spela titelrollen i TV-serien Ed.
Cavanagh flyttade som sexåring med sin familj till en liten by i Ghana. Familjen flyttade sedan till Montréal när han skulle börja high school. När han började vid Queen's University blev han intresserad av teater och musik. Han spelade även ishockey och basket. Han tog examen i engelska, biologi och utbildning.
Cavanagh är gift med Maureen Grice sedan 31 juli 2004 och har två barn med henne.

## Filmografi
- 1991 – White Light - Ellas sekreterare
- 1995 – Dangerous Intetions - Ron
- 1995 – Orky - Simon
- 1996 – Mask of Death - Joey
- 1996 – Midnight Heat - Bowlan
- 1996 – Profile for Murder - Tim Jonas
- 1997 – Honeymoon - Jamie
- 2000 – Ed (TV-serie)
- 2002 – Scrubs (TV-serie)
- 2004 – Heart of the Storm - Simpson
- 2004 – Snow - Nick Snowden
- 2005 – Alchemy - Mal Downey
- 2006 – Love Monkey (TV-serie)
- 2006 – My Ex Life - Nick
- 2006 – Ska vi slå vad? - pappan
- 2006 – Two Weeks - Barry Bergman
- 2006 – Gray Matters - Sam Baldwin
- 2007 – The Cake Eaters - Lloyd
- 2007 – Breakfast with Scot - Eric McNally
- 2007 – Sublime - George Grieves
- 2014 – The Flash (TV-serie) - Dr Harrison Wells

## Utmärkelser
- 2001 - Family Television Award - Årets skådespelare för Ed
- 2001 - TV Guide Award - Bästa skådespelare i en ny TV-serie för Ed